# Грогэн, Джеймс
Джеймс Грогэн (англ. James Grogan, родился 7 декабря 1931 года в Такома штат Вашингтон, США, умер 3 июля 2000 года в Сан-Бернардино штат Калифорния) — фигурист из США бронзовый призёр зимней Олимпиады 1952 года, серебряный призёр чемпионатов мира (1951, 1952, 1953, 1954 годов), серебряный призёр чемпионатов США (1948, 1949, 1951, 1952 годов), бронзовый призёр чемпионата США (1947) в мужском одиночном катании. Участник зимних Олимпийских игр в 1948 году.

## Биография
Дебютировал на чемпионате США 1947 года. В 1948 году выступил на чемпионате мира (5-е место) и Олимпиаде (6-е место). Тренировался у Эди Щолдена. Обладатель 11 серебряных медалей крупнейших соревнований.
По окончании любительской карьеры перешёл в профессионалы и выступал в «Голливуд айс ревю», затем в «Айс Кэйпедис». Работал тренером в Скво-Вэлли, позднее в Калифорнии. В 1991 году был введён Зал Славы федерации фигурного катания США. Был женат на олимпийской чемпионке в парном катании Барбаре Вагнер, с которой позднее разошёлся. Скоропостижно скончался в 2000 году.

## Спортивные достижения
| Соревнования/Сезоны        | 1947 | 1948 | 1949 | 1950 | 1951 | 1952 | 1953 | 1954 |
| -------------------------- | ---- | ---- | ---- | ---- | ---- | ---- | ---- | ---- |
| Зимние Олимпиады           |      | 6    |      |      |      | 3    |      |      |
| Чемпионаты мира            |      | 5    | 4    |      | 2    | 2    | 2    | 2    |
| Чемпионат Северной Америки | 2    |      | 2    |      | 2    |      |      |      |
| Чемпионаты США             | 3    | 2    | 2    |      | 2    | 2    |      |      |